# Nachal Kedem
Nachal Kedem (hebrejsky נחל קדם) je vádí na Západním břehu Jordánu, v Judské poušti.
Začíná v nadmořské výšce okolo 400 metrů v Judské poušti, v pouštní neosídlené krajině. Směřuje k východu, přičemž se postupně zařezává do okolního terénu a přijímá četná boční vádí. Pak klesá strmě do příkopové propadliny Mrtvého moře. Zde se nachází vodopád Mapal Nachal Kedem o výšce 300 metrů, nejvyšší na územích kontrolovaných Izraelem. Pak vádí podchází dálnici číslo 90 a ústí do Mrtvého moře, cca 6 kilometrů severovýchodně od kibucu Ejn Gedi. Poblíž ústí do moře se nacházejí prameny Ejn Kedem (עין קדם) se sirnatou vodou.